# Northwestern University Press
Northwestern University Press – amerykańskie wydawnictwo uniwersyteckie Uniwersytetu Northwestern w Evanston, w stanie Illinois.
Słynie z publikacji europejskiej literatury w przekładzie, w tym poezji.
Wśród polskich tekstów, wydało m.in. w 1992  nagrodzony (1993 PEN Book-of-the-Month Club Translation Prize) przekład Ignacego Krasickiego The Adventures of Mr. Nicholas Wisdom (Mikołaja Doświadczyńskiego przypadki), powieść z 1776, powszechnie uważaną za pierwszą w języku polskim.  Tłumaczem tego tekstu jest Thomas H. Hoisington.

## Polscy autorzy
Inni Polacy wydani przez Northwestern University Press: 
- Stanisław Barańczak (Polish Poetry of the Last Two Decades of Communist Rule -Spoiling Cannibals' Fun)
- Janusz Głowacki (Hunting Cockroaches and Other Plays)
- Witold Gombrowicz (Diary)
- Henryk Grynberg (Children of Zion, The Jewish War, The Victory)
- Jakub Gutenbaum/Agnieszka Latała/Fay Bussgang (The Last Eyewitnesses, Volume 2: The Children of the Holocaust Speak)
- Marek Hłasko (The Eighth Day of the Week)
- Zygmunt Hübner (Theater and Politics)
- Hanna Krall (The Subtenant, To Outwit God)
- Stanisław Lem (The Chain of Chance, His Master's Voice, Memoirs of a Space Traveler: Further Reminiscences of Ijon Tichy, A Perfect Vacuum)
- Zofia Nałkowska (Mediallions)
- Marian Pankowski (Rudolf)
- Jerzy Pilch (His Current Woman)
- Bolesław Prus (Sins of Childhood and Other Stories)
- Stanisława Przybyszewska (The Danton Case and Thermidor: Two Plays)
- Bożena Shallcross (Through the Poet's Eye: The Travels of Zagajewski, Herbert, and Brodsky)
- Wiktoria Śliwowska/Julian Bussgang/Fay Bussgang (The Last Eyewitnesses: The Children of the Holocaust Speak)
- Joanna Wiszniewicz (And Yet I Still Have Dreams: A Story of Certain Loneliness)
- Stanisław Ignacy Witkiewicz (Insatiability, The Witkiewicz Reader)
- Bogdan Wojdowski (Bread for the Departed)
- Krzysztof Ziarek (Future Crossings: Literature Between Philosophy and Cultural Studies, The Historicity of Experience: Modernity, the Avant-Garde, and the Event)
- Stefan Żeromski (The Faithful River)
- Marcin Suskiewicz (Interpersonal relationships within the company)
- Mirosław Gliszcz (My and You)